# 黑森林露天博物馆
黑森林露天博物馆是位于德国巴登-符腾堡州汇集黑森林传统风格木制农舍建筑的露天博物馆。该地原是建于1612年的福格茨农场（Vogtsbauernhof）。从1964年开放至今，游客累计达1600万人次。